# Patrypasjanizm
Patrypasjanizm (łac. pater 'ojciec' i passio 'cierpienie') – kierunek w teologii chrześcijańskiej głoszący (m.in. pod wpływem słów Ja i Ojciec jedno jesteśmy (J 10,30) i innych), że Ojciec i Syn są jedną osobą, dlatego też można powiedzieć, iż to Bóg Ojciec cierpiał i umarł na krzyżu pod postacią Jezusa Chrystusa (stąd nazwa nurtu: od cierpienia Ojca). Jako forma modalizmu, patrypasjanizm uznawany jest przez ortodoksyjne chrześcijaństwo za herezję.